# DASK

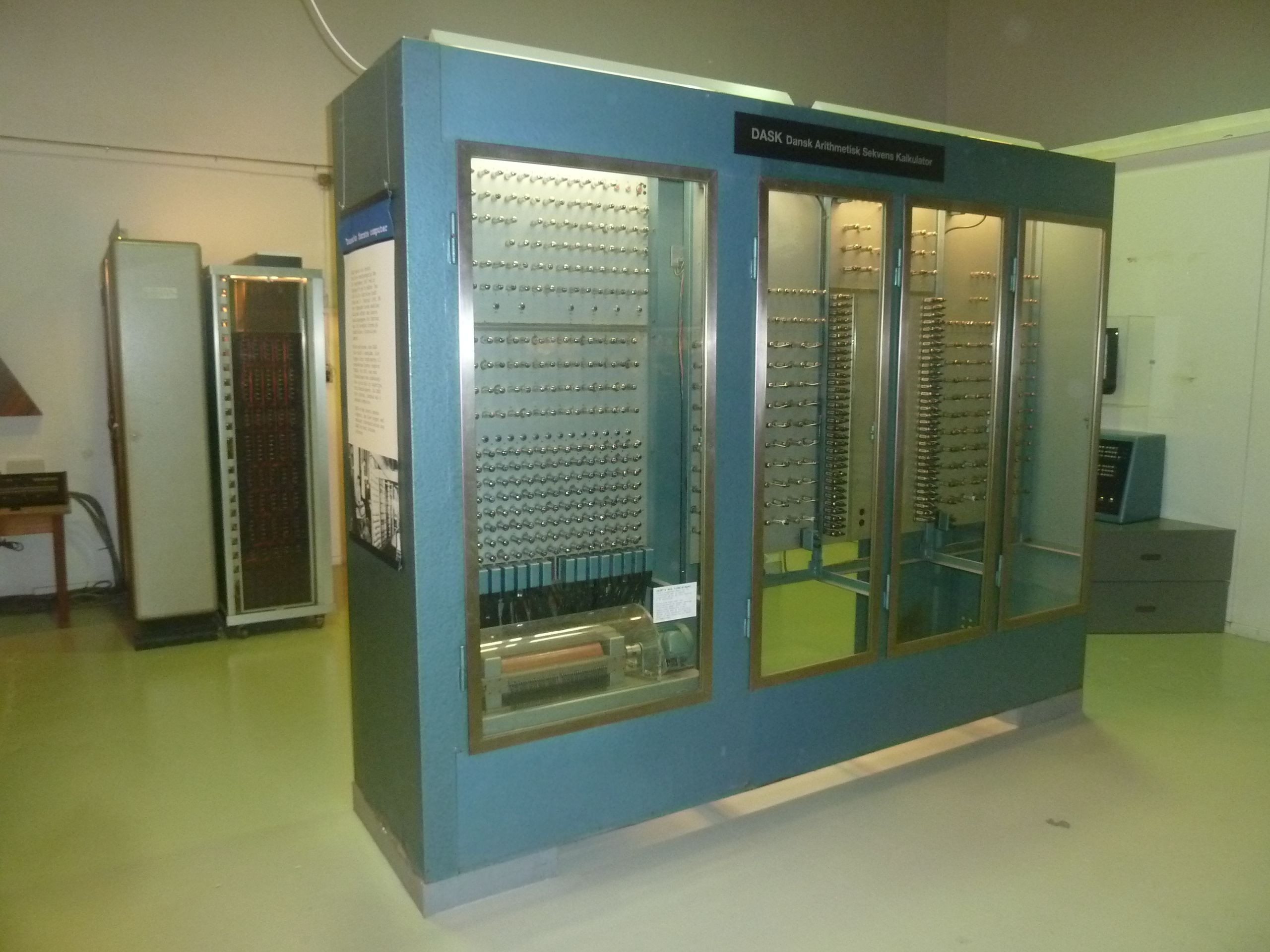
デンマーク技術博物館で展示されるDASK

DASKはデンマーク初のコンピュータである。1955年に製造された。1957年、9月から運用開始された。DASKとはDansk Algoritmisk Sekvens Kalkulator デンマーク逐次実行型計算機を意味する。デンマーク語でDASKとは英語における"slap"(非難)を意味するが、これはDASKの原型であるスウェーデンのBESKに対する語呂合わせである。 
BESKを原型としているが、開発期間短縮の為、参考にしたのであり決してBESKのコピーではない。

## アーキテクチャ
DASKはスウェーデンの真空管式コンピュータであるBESKを基にしている。